# Unión de Mujeres Españolas
La Unión de Mujeres Españolas (UME) fue una asociación exclusivamente femenina formada por mujeres republicanas españolas en el exilio tras la guerra civil española. Sirvió como elemento aglutinador de las refugiadas. Su interés era la solidaridad activa con las personas represaliadas en la España franquista.

## Historia

### Francia
Los primeros años del exilio habían sido muy duros, por la dispersión en campos de concentración, el temor a la Segunda Guerra Mundial y la repatriación a la España franquista. En 1941 el Partido Comunista de España (PCE) había organizado la Unión Nacional Española que quería aglutinar a todos los expatriados españoles. Una sección femenina sería el germen en 1946 junto a la Unió de Dones de Catalunya de la UME en un congreso celebrado en Toulouse. Fue elegida como presidenta Dolores Ibárruri. Fue renombrada como Unión de Mujeres Antifascistas Españolas (UMAE) en 1947. Irene Falcón fue su secretaria y se comenzó a editar una revista llamada Mujeres Antifascistas Españolas. Muchas de sus integrantes procedían además de la Asociación de Mujeres Antifascistas (AMA) y de la Unió de Dones de Catalunya, de otras formaciones republicanas. Querían reunir a todas las mujeres del exilio antifranquista e incluso a las antifranquistas del interior bajo una misma identidad compartida. En Francia llegaron a ser casi 4000 afiliadas.
En ese primer congreso de la UME se hizo una declaración política de apoyo al gobierno republicano del José Giral. Continuaban la labor realizada por los Comités de mujeres que habían funcionado durante la Segunda Guerra Mundial en Francia.
Las iniciativas que desarrollaron en 1945 fue dar a conocer la situación de los presos en España. Además en julio de ese mismo año se constituyó el Comité de Iniciativa Internacional Femenino para preparar un Congreso Mundial Femenino en que participó la delegación española de la que formaron parte Dolores Ibarruri, Victoria Kent y Teresa Andrés.
En un folleto de la UME de 1946 se dice

Igualdad completa de los derechos de las mujeres y de los hombres en todos los aspectos de la vida social política económica y jurídica. La aplicación del principio de a trabajo igual salario igual. La protección de la madre casada o no.

También se constituyó la Federación Democrática Internacional de mujeres teniendo también como presidenta a Dolores Ibarruri. El congreso de la Federación Internacional de Mujeres se celebró en junio de 1953 con la presencia de dos delegadas de la organización de México, Amelia Martín y Luisa Redondo; asistieron a él delegadas de más de setenta países, entre ellos Alemania Oriental y Occidental, Unión Soviética, India, China, España y Estados Unidos entre otros. Dolores Ibárruri fue elegida nuevamente vicepresidenta por aclamación.

### México
La UME surgió en Ciudad de México en 1945 por la fusión de dos organizaciones previas: el Grupo Femenino Español Mariana Pineda y Mujeres Antifascistas Españolas. Fue la única organización del exilio integrada exclusivamente por mujeres. La primera noticia escrita sobre la reorganización en México procede del primer Congreso Nacional de la Unión de Mujeres Españolas celebrado en Toulouse en 1946. En un folleto editado por ese congreso se dio cuenta de la formación de la Unión de mujeres españolas en México.
El Grupo Femenino Español Mariana Pineda, aparece nombrado por primera vez en una carta a la CAFARE del veintinueve de noviembre de 1943. En dicha carta constaba su intención de crear un órgano de ayuda para ayudar a sus compatriotas presos. Las organizadoras del grupo inicial Mariana Pineda eran la mayoría “independientes” y poco conocidas durante la República como Magdalena Carrasco, Asunción D’Harcourt y Carmen Puche. Destacó, sin embargo, la doctora Rosa Poy, republicana y miembro de Esquerra Republicana. Encarnación Fuyola del PCE fue secretaria y presidenta de la UME en 1948 y 1950. Emilia Elías, dirigente de AMA, también participó en la fundación.  Dolores Bargalló y Aurelia Pijoan procedían de la Unió de Dones de Catalunya. A partir de 1946 la UME de México estuvo vinculada a la UME central que funcionaba en París. Tuvieron como sede el  Ateneo  Español  de  México,  para no tener un carácter político. Llegó a haber alrededor de 500 afiliadas. Estuvo en funcionamiento hasta el final de la dictadura de Franco, lo que hace que fuera una de organizaciones del exilio más longevas.

## La revista
El primer número de la revista, Mujeres Antifascistas Españolas, fue el 1 de noviembre de 1946 publicada en Francia. En el número trece apareció la primera referencia a la UME de México que resumía las actividades solidarias realizadas de la UME de México. Fue una publicación mensual que apareció a lo largo de 39 números, de noviembre de 1946 a septiembre de 1950.  La revista cambio de título a Mujeres Españolas  y se empezó a Publicar en México. Llegó a tener una tirada de 10.000 ejemplares ya que se pretendía llegar todas las mujeres de la emigración. Esto hizo que mezclara en sus páginas acciones claramente políticas con recetas de cocina y consejos de belleza.
Participaron en la revista Isabel Oyarzábal, Emilia Elías, Trinidad Arroyo, Matilde Cantos, Veneranda Manzano, María Enciso desde México además de Dolores Ibárruri, Victoria Kent,  Elisa Úriz, María Casares, María Teresa León, Irene Falcón y Constancia de la Mora, aunque gran parte de las colaboraciones no estaban firmadas.